# Woestijnen en droge struwelen
Woestijnen en droge struwelen vormen een van de veertien biomen waarin het WWF het landoppervlak van de aarde indeelt. Het neemt 21,2% van het landoppervlak in beslag en is daarmee het grootste bioom.

## Kenmerken
Het zijn gebieden waar droogte heerst en die gekenmerkt worden door:
- regenval, die gering of afwezig is (onder de 150 mm per jaar). Soms is de regenval ook uiterst onregelmatig en het kan voorkomen dat het in jaren in het geheel niet regent.
- dauw in de morgenuren is vaak de voornaamste bron van vocht voor de levensvormen die er voorkomen
- verdamping die belangrijker is dan de neerslag
- temperatuursverschillen tussen dag en nacht die groot zijn
- grond die van slechte kwaliteit is
- vegetatie die zeldzaam, laag en armzalig is en vaak bestaat uit succulenten.
- fauna die schaars is; er zijn wat insecten, kleine reptielen, spinachtigen en wellicht wat nachtelijke vogels of zoogdieren, gewoonlijk met speciale aanpassingen aan het harde klimaat

## Geografische verspreiding naar ecozone

### Palearctisch gebied
- De Sahara
- De woestijnen van Centraal Azië

### Afrotropisch gebied
- In Namibië en Zuid-Afrika: de Namibwoestijn en de halfwoestijn van de Karoo.
Hier bevindt zich de grootste verscheidenheid aan succulenten en bolgewassen. Regenval is klein, maar vrij regelmatig. Er zijn ook een aantal endemische diersoorten, zoals vogels.
- Op Madagaskar:
In het zuiden en zuidwesten worden veel inheemse succulenten aangetroffen en endemische planten zoals Pachypodium.
- Het eiland Socotra (zie: droge struwelen van Socotra).
- De hoogvlaktes van Arabië

### Australaziatisch gebied
- In Australië: de woestijnen van het westen en noordwesten
Het gebied kent veel endemische vogels en reptielen een aantal buideldieren, maar ook talrijke plantensoorten

### Nearctisch gebied
- In Mexico en de Verenigde Staten: de Sonora-, Baja-, Chihuahua- en Tehuacanwoestijnen

### Neotropisch gebied
- In Chili en Peru: de Atacama- en Sechurawoestijn
- Op de Galapagoseilanden: het droge struweel

## Flora
De vegetatie is gewoonlijk van geringe dichtheid, maar kan toch rijk genoemd worden. Meestal wordt zij slecht op bepaalde plaatsen aangetroffen en wel op plekken die gunstige omstandigheden verschaffen zoals bij een aquifer, een (tijdelijke) waterloop, een oase enz.
De planten vertonen gewoonlijk ook bepaalde aanpassingen die het mogelijk maken onder de harde omstandigheden te overleven. Dit betreft de droogte, maar ook het gebrek aan beschutting tegen de vaak harde wind die over het kale landschap raast. Opvallende kenmerken:
- Het vermogen vocht op te slaan. Dit geldt voor vetplanten, cacteeën enz.
- Harde bladeren die tegen de wind kunnen
- Soms geheel geen bladeren, maar chlorofyl in de takken of stammen
- Onderaardse opslag, bijvoorbeeld in wortelstokken of bollen
- Een levenscyclus die afhangt van de regenval
- Wortelstelsels die tot 10 meter diep reiken

## Fauna
Ook hier is de dichtheid vaak gering, maar vaak zijn er endemische soorten met speciale aanpassingen aan het harde klimaat
- Er zijn grote zoogdieren zoals gazelle, kameel
- Knaagdieren. vaak met een nachtelijke levenswijze
- Ook vogels laten zich overdag vaak niet zien; er zijn opvallend veel loopvogels en vogels die weinig vliegen
- Insecten zijn vaak goed aangepast. Van de 32 ordes zijn er 26 in de Sahara vertegenwoordigd.
- Reptielen zijn ook goed vertegenwoordigd; meestal eten zij insecten.

## Pedologie en biomassa
De gronden van de (half)woestijnen hebben door de schaarste aan vegetatie gewoonlijk ook een geringe biomassa, tussen 30 en 300 g/m. In de halfwoestijnen kan dit oplopen tot ongeveer 1000 g/m. Plantenresten neigen ernaar onmiddellijk verteerd te worden door de fauna en microflora. Vegetatie treedt daarom vaak in eilandjes op, namelijk op die plekken waar wat biomassa voorhanden is. Het kale landschap staat daardoor sterk aan erosie bloot.